# Location Messenger Service
LMS (Location Messenger Service) är en mobilapplikation som kombinerar SMS (Short message service) med Googles Maplocation Service för Androidplattformen.
Applikationen i sig tillåter lokalisering av andra mobilanvändare med tillgång till Google Maps och en mobiltelefon med fungerande GPS. Detta kan ske genom att användaren antingen sänder deras position till en kontakt, begär en position från en kontakt eller sänder en redan sparad position.